# Karin Nilsdotter
Karin Nilsdotter, född cirka 1550 eller 1551, död 1613, var frilla till kung Karl IX av Sverige. Hon var mor till Carl Carlsson Gyllenhielm. 
Hon var dotter till Nicolaus Andreæ (Nils Andersson), kyrkoherde i Östra Husby i Östergötland, och dennes hustru, som också hette Karin. Hennes far var prästerskapets representant vid riksdagen 1571, och hennes bror Andreas Nicolai tillhörde den första generationen legitima prästsöner som efterträdde sina fäder. 
Det är inte känt exakt när hon blev Karls frilla, men relationen inleddes troligen omkring år 1568. Parets första dokumenterade möte är från 1573, då Karin Nilsdotter officiellt var kammarjungfru på Sjösa gård hos adelsdamen Sigrid Kyle, som var gift med ståthållaren på Nyköpings slott, Johan Olofsson till Sjösa. År 1574 fick hon en son med hertig Karl. Efter sonens födsel levde Karin vanligen med honom på Karls gods Julita i Sörmland. I maj 1578 friade Karl till Maria av Pfalz, och samma höst gifte sig Karin med Karls kammarherre Gustav Andersson. Den 8 november 1578 fick paret gården Sundby i Runtuna socken i Rönö härad. Karin fick två döttrar med Gustav Andersson.
Vid makens död 1584 mottog Karin ytterligare sex hemman, tre kronoutjordar, tiondet från Lerbo församling och en årlig fördelning av spannmål av Karl. Hon gifte sig för andra gången med änkedrottning Katarina Stenbocks livmedikus, och för tredje gången 1594 med amiralen och ståthållare på Nyköpings slott, Peder Siöblad av Flättna (född omkring 1540, död före 1604), i hans femte gifte, med vilken hon fick en dotter. Hennes gods ärvdes av hennes dotter Elin Gustavsdotter.